# Nagynyárád
Nagynyárád is een plaats (község) en gemeente in het Hongaarse comitaat Baranya. Nagynyárád telt 865 inwoners (2001).